# إليس باول تورانس
إليس باول تورانس (بالإنجليزية: Ellis Paul Torrance)‏ هو عالم نفس أمريكي، ولد في 8 أكتوبر 1915، وتوفي في 12 يوليو 2003.

## وصلات خارجية
- إليس باول تورانس على موقع الموسوعة البريطانية (الإنجليزية)